# Peter Günther
Peter Günther (Betzdorf, Renània-Palatinat, 29 d'agost de 1882 - Düsseldorf, 7 d'octubre de 1918) fou un ciclista alemany, que es va especialitzar en el ciclisme en pista, concretament en les curses de mig fons. Va morir a conseqüència de la caiguda en una cursa.

## Palmarès
- 1905
  -  Campió d'Alemanya en mig fons
- 1911
  -  Campió d'Alemanya en mig fons
- 1912
  -  Campió d'Alemanya en mig fons
- 1914
  - Campió d'Europa de mig fons